# ГЕС Гар’явалта
ГЕС Гар’явалта (фін. Harjavalta) – гідроелектростанція на південному заході Фінляндії у провінції Сатакунта, поблизу від міста Порі. Становить нижній ступінь в каскаді на річці Кокемяєнйокі, знаходячись нижче від ГЕС Колсі, неподалік від впадіння річки у Ботнічну затоку.
Будівництво станції розпочалось у 1937 році. Перший гідроагрегат ввели в експлуатацію у грудні 1939-го, монтаж другого, генератор якого був тільки-но імпортований із Німеччини, через війну з Радянським Союзом затримався до весни 1940 року. 
Машинний зал цієї станції руслового типу первісно обладнали двома турбінами типу Каплан загальною потужністю 72 МВт, які при напорі у 26,5 метрів виробляли 390 млн кВт·год електроенергії на рік. У 2014 році розпочали модернізацію станції, котра передбачає встановлення третьої турбіни потужністю 20 МВт та збільшення потужності існуючих до 45 МВт. Річне виробництво має зрости до 420 млн кВт·год.